# Two Eleven
Two Eleven — шестой студийный альбом американской R&B-певицы Брэнди Норвуд. Он был выпущен 16 октября 2012 года лейблами Chameleon Entertainment и RCA Records. Он стал дебютным релизом певицы на этих лейблах после ухода с Epic Records вскоре после выпуска её предыдущего альбома Human (2008). Название альбома связано с днём рождения Норвуд; в этот день умерла её кумир и подруга, эстрадная певица Уитни Хьюстон, за восемь месяцев до выхода Two Eleven.
Two Eleven — первый альбом Норвуд с разнообразным составом коллабораторов, в том числе с Фрэнком Оушеном, Крисом Брауном и Шоном Гарретом. Продюсированием занимались Bangladesh и Rico Love, среди прочих. После выхода альбом получил одобрение критиков: многие хвалили вокал Норвуд, продюсирование и общее направление альбома. Two Eleven дебютировал на втором месте в Billboard 200 с продажами в 65 000 копий за первую неделю, став четвёртым альбомом Норвуд в десятке лучших и первым за последние восемь лет. Он также дебютировал на первом месте в чарте Top R&B/Hip-Hop Albums, став её вторым альбомом, которому это удалось.
Из альбома было выпущено два сингла. Сингл «Put It Down» с участием Криса Брауна был выпущен в мае 2012 года. Он занял первую строчку в пятёрке лучших песен Hot R&B/Hip-Hop Songs, став десятым синглом Норвуд в этом чарте и первым за десятилетие. В Billboard Hot 100 он занял 65-е место. Песня «Wildest Dreams» была выпущена в качестве второго и последнего сингла в августе 2012 года, но не вошла в Billboard Hot 100 и заняла 68-е место в Hot R&B/Hip-Hop Songs.

## Отзывы
| Совокупная оценка    | Совокупная оценка |
| Источник             | Оценка            |
| -------------------- | ----------------- |
| Metacritic           | 77/100            |
| Оценки критиков      |                   |
| Источник             | Оценка            |
| AllMusic             | [ 3 ]             |
| Entertainment Weekly | B+                |
| Now                  | [ 5 ]             |
| People               | [ 6 ] [ 7 ]       |
| Slant Magazine       | [ 8 ]             |
| USA Today            | [ 9 ]             |

Two Eleven стал самым высоко оценённым критиками альбомом Норвуда на момент его выхода. На сайте Metacritic, который присваивает среднюю оценку из 100 от основных критиков, альбом получил 77 баллов, что означает «в целом благоприятные отзывы».
Энди Келлман из AllMusic написал, что Норвуд «пошла на определённый риск, отступив от своих привычных правил и сотрудничая с многочисленными авторами песен и продюсерами», и отметил, что эта стратегия «окупилась». Он добавил, что «Брэнди, превосходная вокалистка, которую многие игнорируют или не принимают во внимание […], выпустила один из своих лучших альбомов. Её нельзя воспринимать как должное». Стив Джонс, написавший для USA Today, считает Two Eleven Норвуд «самым бесстрастным альбомом за последние годы. Радуется ли она новой любви или готова расстаться со старой, её сердце похоже на открытую книгу». Фекаду из San Francisco Chronicle заявил: «Не многие певицы выпустили шесть неизменно потрясающих альбомов. Брэнди удалось. Её новый альбом — это коллекция песен в стиле R&B, которые отличаются индивидуальностью, вкусом и фантазией. Альбом не пропускает ни одного удара, так как рашпильный и в то же время смуглый тон Бренди прекрасно вплетается в ритм каждой песни, создавая выдающиеся треки, которые вы будете слушать снова и снова». People назвал Two Eleven «её лучшей работой с 2004 года, когда она выпустила лучший в карьере Afrodisiac», и написал: «Полный тонких, чувственных удовольствий, альбом разворачивается в медленном или среднем темпе и остаётся таким большую часть времени, даже при включении хип-хопа или электронных битов».
Эндрю Чан из журнала Slant Magazine отметил, что, хотя альбом Two Eleven «преподносится как прогрессивный R&B, он не совсем определяет певицу как визионера. Но что освежает в этой новой работе, так это то, как она расчищает для неё место в царстве прогрессивной городской музыки и в то же время возвращается назад, чтобы уточнить её особое положение в пантеоне див». Он назвал пластинку «самым чётким портретом инструмента Брэнди», похвалил «необычный тон [её голоса], его странную смесь тепла и холодных, жёстких граней», и выразил мнение, что альбом показал «противоречивое восхищение […] Дрейком, Фрэнком Оушеном и Канье Уэстом времён 808s & Heartbreak». Кен Капобианко из The Boston Globe считает, что с Two Eleven «Брэнди выдала один из своих лучших сетов с этими песнями, отслеживающими таинственные пути любви [… В отличие от некоторых прошлых работ, которые звучали как музыкальные обои, здесь есть развязность в клубных треках и настоящая душа в балладах». Эндрю Хэмпп, написавший для Billboard, считает, что альбом «содержит некоторые из её самых свежих битов со времён экспериментального, обожаемого критиками Afrodisiac 2004 года» и резюмирует его как «коллекцию песен R&B старой школы с современным, часто футуристическим уклоном без экспериментов с EDM», называя его «её самым целенаправленным альбомом с Never Say Never 1998 года».
Таннер Странски из Entertainment Weekly назвал альбом «хорошо сделанным альбомом для фанатов. Не обращайте внимания на то, что навязывают поп-радио. Брэнди выигрывает, когда её малиново-сладкий голос взмывает ввысь во время баллад и медленных джемов, и именно это выделяется на этом интимном, часто неземном сборнике». Он поставил альбому оценку B+. Сара Годфри из Washington Post похвалила песни альбома и написала, что альбом «служит прекрасной данью уважения (подруге и наставнице Уитни Хьюстон), отчасти потому, что это свидетельство того, что, несмотря на все тенденции, происходящие сейчас в популярной музыке, хороший голос всегда сияет». Vibe отметил, что «эксперименты могут обернуться для некоторых артистов борьбой, но в Two Eleven Бренди плавно проплывает мимо предсказуемости. Качаясь от достойных OVO эмо-эфирных размышлений до причудливых темповых композиций, 18-летняя ветеран отклоняется от перегруженного медленного темпа». Рич Джузвиак из Gawker считает, что Two Eleven «звучит не моложе и не старше, чем Брэнди сейчас. Он не тупо хиповый и не отчаянно серьёзный. Он просто есть, он сейчас и он правильный». Ноа Берлацки из The Atlantic счёл, что песни в альбоме «хуже, чем игнорируемый в основном Human, но лучше, чем любимый и скучный Full Moon 2002 года», и добавил, что «но такие разборы, кажется, не имеют смысла. Если вы относитесь к уменьшающемуся числу поклонников стиля 90-х, вы знаете, что получаете; если нет — вы, вероятно, пропустите его в любом случае».

## Награды и номинации
| Год  | Награда                | Категория          | Работа        | Результат | Ссылка |
| ---- | ---------------------- | ------------------ | ------------- | --------- | ------ |
| 2013 | Soul Train Music Award | Best Collaboration | «Put It Down» | Номинация | [ 16 ] |

### Годовые итоговые списки
| Публикация        | Список                               | Ранг | Ссылка |
| ----------------- | ------------------------------------ | ---- | ------ |
| AllMusic          | Favorite R&B Albums of 2012          | н/д  | [ 17 ] |
| Fact              | 100 Best Albums of the Decade So Far | 48   | [ 18 ] |
| HotNewHipHop      | Top R&B Albums of 2012               | 10   | [ 19 ] |
| Los Angeles Times | Best of 2012 Pop Music: Albums       | 5    | [ 20 ] |

### Списки десятилетия
| Публикация       | Список                     | Ранг | Ссылка |
| ---------------- | -------------------------- | ---- | ------ |
| Beats Per Minute | Top 50 Albums of the 2010s | 49   | [ 21 ] |

## Список композиций
| №                   | Название                                 | Автор(ы)                                                              | Продюсеры                             | Длительность |
| ------------------- | ---------------------------------------- | --------------------------------------------------------------------- | ------------------------------------- | ------------ |
| 1.                  | «Intro»                                  | Roosevelt Harrell III                                                 | Bink                                  | 0:57         |
| 2.                  | «Wildest Dreams»                         | Sean Garrett Justin Henderson Christoper Whitacre                     | The Bizness Garrett                   | 4:25         |
| 3.                  | «So Sick»                                | Garrett Shondrae Crawford                                             | Mr. Bangladesh Garrett                | 4:31         |
| 4.                  | «Slower»                                 | Chris Brown Brandy Norwood Breyon Prescott Amber Streeter Dave Taylor | Switch                                | 2:57         |
| 5.                  | «No Such Thing as Too Late»              | Rico Love Jim Jonsin Danny Morris                                     | Jonsin Love Mr. Morris                | 4:01         |
| 6.                  | «Let Me Go»                              | Crawford Garrett Lykke Zachrisson Björn Yttling                       | Mr. Bangladesh Garrett                | 3:17         |
| 7.                  | «Without You»                            | Eric Bellinger Courtney Harrell Norwood Prescott Harmony Samuels      | Samuels                               | 4:12         |
| 8.                  | «Put It Down» (при участии Криса Брауна) | Dwayne Abernathy Brown Crawford Garrett                               | Mr. Bangladesh Garrett Dem Jointz [a] | 4:06         |
| 9.                  | «Hardly Breathing»                       | Love Pierre Medor                                                     | Love Medor                            | 3:55         |
| 10.                 | «Do You Know What You Have?»             | Garrett Norwood Prescott Pierre Slaughter Michael Williams II         | Mike Will Made It P-Nasty [a]         | 3:28         |
| 11.                 | «Scared of Beautiful»                    | Christopher Breaux Warryn Campbell Prescott                           | Campbell Prescott [a]                 | 3:46         |
| 12.                 | «Wish Your Love Away»                    | Brandon Johnson Tiyon "TC" Mack Ryuichi Sakamoto Mario Winans         | Winans Johnson [a]                    | 3:19         |
| 13.                 | «Paint This House»                       | Love Eric Goody II Earl Hood Medor                                    | Love Earl & E Medor                   | 3:59         |
| 14.                 | «Outro»                                  | Harrell III                                                           | Bink                                  | 0:57         |
| Общая длительность: | Общая длительность:                      | Общая длительность:                                                   | Общая длительность:                   | 47:55        |

| №                   | Название               | Автор(ы)              | Продюсеры              | Длительность |
| ------------------- | ---------------------- | --------------------- | ---------------------- | ------------ |
| 14.                 | «Can You Hear Me Now?» | Love Nathaniel Hills  | Danja Love             | 5:00         |
| 15.                 | «Music»                | Mike Flowers Prescott | Mike City              | 4:19         |
| 16.                 | «What You Need»        | Crawford Garrett      | Mr. Bangladesh Garrett | 3:08         |
| 17.                 | «Outro»                | Harrell III           | Bink                   | 0:57         |
| Общая длительность: | Общая длительность:    | Общая длительность:   | Общая длительность:    | 60:22        |

Замечания
- ↑  сопродюсер

## Чарты
| Чарт (2012)                              | Высшая позиция |
| ---------------------------------------- | -------------- |
| Франция (SNEP)                           | 173            |
| Japanese Albums (Oricon)                 | 103            |
| South Korean International Albums (Gaon) | 13             |
| Великобритания (UK Albums Chart)         | 87             |
| Великобритания (UK R&B Albums Chart)     | 4              |
| США (Billboard 200)                      | 3              |
| США (Billboard Top R&B/Hip-Hop Albums)   | 1              |